# Witold Nowacki

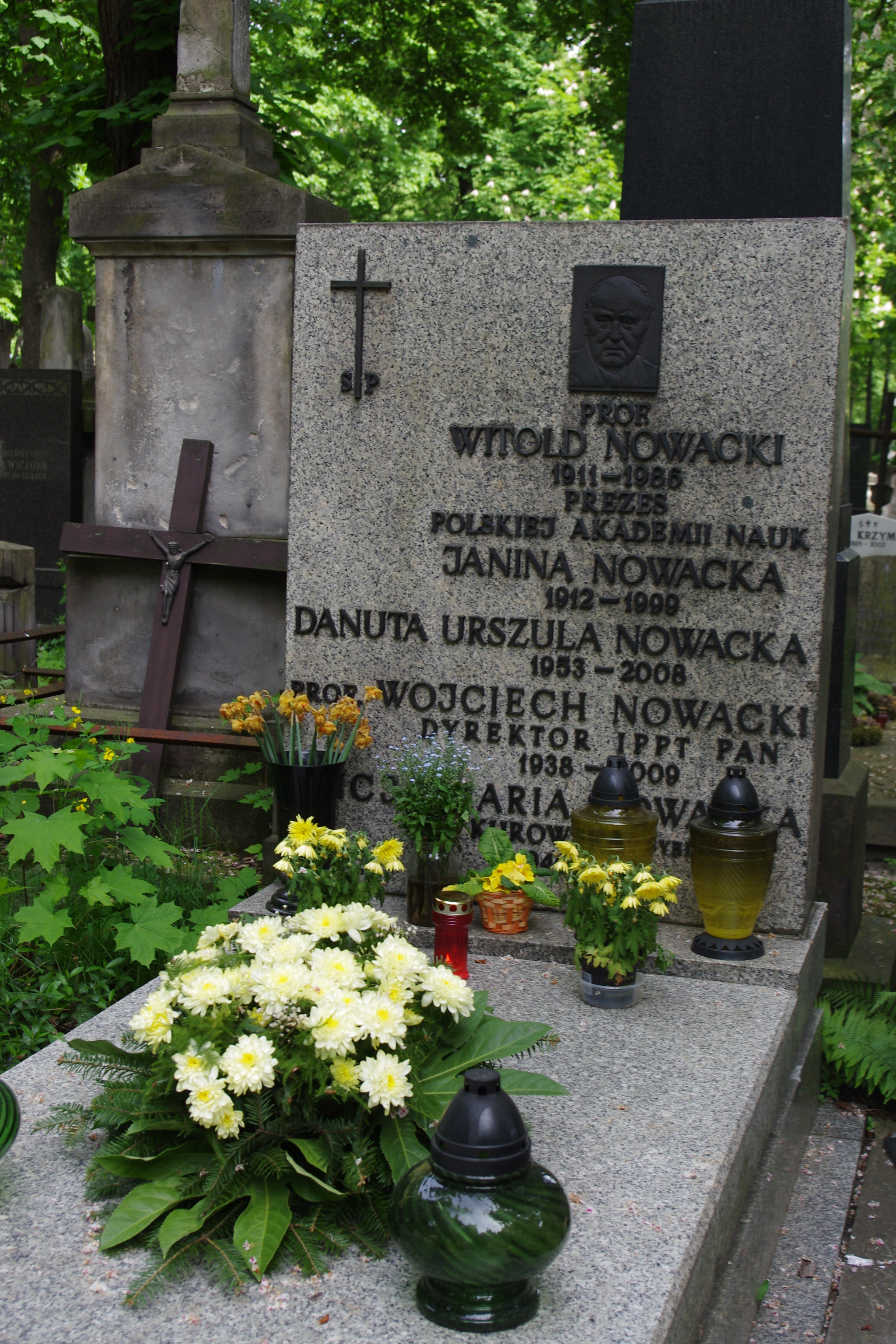
Grób prof. Witolda Nowackiego na cmentarzu Powązkowskim

Witold Nowacki (ur. 20 lipca 1911 w Zakrzewie, zm. 23 sierpnia 1986 w Warszawie) – specjalista w dziedzinie mechaniki budowli, teorii sprężystości i termosprężystości. Profesor Politechniki Gdańskiej, Politechniki Warszawskiej i Uniwersytetu Warszawskiego, prezes Polskiej Akademii Nauk.

## Życiorys
Urodził się w rodzinie Ludwika (ur. 1876) i Bronisławy (ur. 1888), córki Józefa Czyżewskiego. Miał liczne rodzeństwo (jego starszą siostrą była Halina Nowacka). Ukończył Gimnazjum Państwowe w Nakle nad Notecią i w 1929 zdał maturę. W latach 1929–1934 studiował w Gdańsku na Wydziale Inżynierii Technische Hochschule Danzig. W latach 1934–1937 pracował w firmach budowlanych w Gdyni, w 1937–1939 w Warszawie. We wrześniu 1939 podporucznik saperów w Legionowie pod Warszawą.
W okresie II wojny światowej przebywał w obozie jenieckim Oflag II C Woldenberg, gdzie zorganizował Studium Dokształcania Politechnicznego.
Po wyzwoleniu pracował w Politechnice Warszawskiej, gdzie 12 września 1945 uzyskał doktorat (na podstawie pracy przygotowanej w oflagu). Od 15 września 1945 pracował w Politechnice Gdańskiej, jako profesor i kierownik Katedry Wytrzymałości Materiałów i Statyki Budowlanej. Od 21 grudnia 1945 doktor habilitowany (także na podstawie pracy przygotowanej w oflagu). W latach 1945–1947 pełnił funkcję prodziekana, w latach 1947–1949 dziekana Wydziału Inżynierii Lądowej i Wodnej Politechniki Gdańskiej, w latach 1949–1952 prorektora Politechniki Gdańskiej. W 1952 przeniósł się do Warszawy, gdzie do 1955 był profesorem Politechniki Warszawskiej, następnie do 1977 Uniwersytetu Warszawskiego. Był współorganizatorem Polskiej Akademii Nauk, w latach 1952–1957 sekretarzem naukowym Wydziału IV Nauk Technicznych PAN, w latach 1957–1966 zastępcą sekretarza naukowego PAN, w latach 1966–1977 sekretarzem naukowym i wiceprezesem, w latach 1978–1980 prezesem. W 1956 został członkiem rzeczywistym PAN. Od 1972 członek honorowy Gdańskiego Towarzystwa Naukowego.
Był też członkiem Akademii Nauk ZSRR, Czechosłowackiej Akademii Nauk (od 1962), Bułgarskiej Akademii Nauk (od 1964), Austriackiej Akademii Nauk (od 1974), Royal Society of Edinbourgh (od 1978), Assembly General of the International Union of Theoretical and Applied Mechanics (1955–1977), prezesem International Society of Interaction of Mathematics and Mechanics (1977–1983).
Zajmował się zagadnieniami statyki i dynamiki, teorii sprężystości, lepkosprężystości, magnetosprężystości oraz teorii niesymetrycznej sprężystości.
W latach 1946–1948 był członkiem PPS, od kongresu zjednoczeniowego PPS i PPR 15 grudnia 1948 roku należał do PZPR. W latach 1964–1970 był zastępcą członka KC PZPR, w latach 1980–1981 członek KC PZPR. Członek Ogólnopolskiego Komitetu Frontu Jedności Narodu w 1968 r. W czerwcu 1968 wszedł w skład Komitetu Honorowego obchodów 500 rocznicy urodzin Mikołaja Kopernika.
Był mężem Janiny (1912–1999), ojcem Jerzego i Wojciecha Krzysztofa (1938– 2009), profesora zwyczajnego, pracownika PAN, dziadkiem Barbary Nowackiej, teściem Izabeli Jarugi-Nowackiej.
Zmarł w Warszawie, pochowany z honorami 28 sierpnia 1986 na cmentarzu Powązkowskim (kwatera 26-6-27). W imieniu władz państwowych w pogrzebie uczestniczyli: członek Biura Politycznego Komitetu Centralnego PZPR prof. Tadeusz Porębski, wicepremier Manfred Gorywoda i prezes PAN prof. Jan Karol Kostrzewski.

## Ordery i odznaczenia
- Order Budowniczych Polski Ludowej (21 lipca 1977)[14]
- Order Sztandaru Pracy I klasy (lipiec 1964)[15]
- Krzyż Komandorski z Gwiazdą Orderu Odrodzenia Polski[7]

## Nagrody i wyróżnienia
- Nagroda Państwowa II stopnia (1949)[7]
- Nagroda Państwowa I stopnia za osiągnięcia naukowe w zakresie teorii dźwigarów powierzchniowych (1955)[16]
- Nagroda Państwowa I stopnia (1966)[7]
- Nagroda im. prof. Stefana Bryły (1971)[17]
- Doktor honoris causa Politechniki Gdańskiej (1971)[18]
- Doktor honoris causa Politechniki Poznańskiej (1979)[19]
- Doktor honoris causa Politechniki Łódzkiej (1981)[20]
- Doktor honoris causa Politechniki Warszawskiej (1981)[21]
- Doktor honoris causa Wojskowej Akademii Technicznej (1986)[4]

## Upamiętnienie
25 listopada 1995 w Gmachu Głównym Politechniki Gdańskiej odsłonięto tablicę upamiętniającą prof. Witolda Nowackiego i nadano jego imię sali nr 167.

## Literatura przedmiotu
- Zbigniew Kączkowski, Witold Nowacki, Wydział Inżynierii Lądowej Politechniki Warszawskiej, Warszawa 2008